# Campeonato Sul-Americano de Corta-Mato de 1991
O 6º Campeonato Sul-Americano de Corta-Mato de 1991 foi realizado em Ambato, no Equador, em 2 de fevereiro de 1991. Participaram da competição pelo menos 21 atletas de duas nacionalidades. Essa edição ficou marcada a entrada da categoria juvenil para atletas com pelo menos 17 anos. Na categoria sênior masculino Jacinto Navarrete Colombia da Colômbia levou o ouro, e na categoria sênior feminino Graciela Caizabamba do Equador levou o ouro. 

## Medalhistas
Esses foram os campeões da competição. Todos os resultados são marcados como "afetados pela altitude" (A), pelo fato que Ambato está situado a uma altitude de cerca de 2.600 m acima do nível do mar. 
| Evento                   | Ouro                          | Ouro    | Prata                        | Prata   | Bronze                      | Bronze  |
| ------------------------ | ----------------------------- | ------- | ---------------------------- | ------- | --------------------------- | ------- |
| Masculino sênior (12 km) | Jacinto Navarrete · Colômbia  | 41:37 A | Roberto Punina · Equador     | 41:59 A | Néstor Quinapanta · Equador | 43:13 A |
| Masculino júnior (8 km)  | William Roldán · Colômbia     | 28:12 A | Carlos Collahuazo · Equador  | 28:38 A | Julio Pozo · Equador        | 29:12 A |
| Masculino juvenil (5 km) | Patricio Rosero · Equador     | 18:33 A | Pedro Yupa · Equador         | 18:52 A | Bolívar Ordoñez · Equador   | 19:00 A |
| Feminino sênior (8 km)   | Graciela Caizabamba · Equador | 32:39 A | Soledad Villamarín · Equador | 32:57 A | Sandra Ruales · Equador     | 33:11 A |
| Feminino Junior (5 km)   | Carmen Naranjo · Equador      | 20:00 A | Mónica Tapía · Equador       | 20:07 A | Miriam Achote · Equador     | 20:11 A |
| Feminino juvenil (3 km)  | Tania Cevallos · Equador      | 11:27 A | Norma Torres · Equador       | 11:29 A | Yolanda Duchi · Equador     | 11:35 A |

## Quadro de medalhas
| Ordem | País     | Medalha de ouro | Medalha de prata | Medalha de bronze | Total |
| ----- | -------- | --------------- | ---------------- | ----------------- | ----- |
| 1     | Equador  | 4               | 6                | 6                 | 16    |
| 2     | Colômbia | 2               | 0                | 0                 | 2     |
|       | TOTAL    | 6               | 6                | 6                 | 18    |

## Participação
De acordo com uma contagem não oficial, participaram pelo menos 26 atletas de 2 países.
| - Colômbia (5) | - Equador (pelo menos 16) |